# Nekrolog 3. Quartal 1980
Nekrolog
◄◄
| ◄
| 1976
| 1977
| 1978
| 1979
| 1980 | 1981 | 1982 | 1983 | 1984 | ► | ►►
1. Quartal |
2. Quartal |
3. Quartal |
4. Quartal 1980
Weitere Ereignisse | Allgemeiner Nekrolog 1980
Die Beschreibung der verstorbenen Person sollte so kurz wie möglich gehalten sein und nur deren signifikante Tätigkeit(en) enthalten.
Neue Namen ggf. auch unter dem Geburts- und Sterbedatum, also etwa unter 1. Januar und im Geburts- und Sterbejahr (2024) eintragen (nur bei entsprechender großer Wichtigkeit). Für Beispiele siehe die schon vorhandenen Artikel.
Außerdem über die fünf zuletzt Verstorbenen, zu denen es einen ausreichend guten Artikel für eine Präsentation auf der Hauptseite gibt, nach der todesbedingten Überarbeitung der Artikel ggf. auch unter Wikipedia Diskussion:Hauptseite informieren und sie am besten auch in den anderen Wikipedia-Sprachversionen eintragen. Tipp: Regelmäßig bei news.google.de nach „ist tot“, „gestorben“ oder „verstorben“ suchen.
Wenn eine Person gestorben ist, gibt es viele Seiten zu dieser Person in der Wikipedia, die davon auch betroffen sind und entsprechend aktualisiert werden müssen. Beispiele: Namenübersichtsseite, Geburtsjahr, Geburtsort-Seiten und viele mehr.
Wie finde ich die betroffenen Seiten?
Im Suchfeld auf der linken Seite gibt man den Suchbegriff so ein: „Vorname Nachname“. Dann klickt man auf Volltext und alle Seiten mit entsprechendem Suchtext werden aufgerufen. Hier sieht man dann schnell, wo auch das Todesjahr Sinn macht oder sogar ein Teil des Artikels angepasst werden muss. Auch hilft das „Werkzeug“ auf der linken Seite sehr gut, um solche Seiten aufzufinden: „Links auf diese Seite“. Somit ist die Wikipedia wieder aktuell in allen Bereichen! Hinweis: bei Eintragung der Kategorie „Gestorben JAHR“ wird der Missbrauchsfilter 49 ausgelöst, was jedoch nicht schlimm ist. Siehe: Spezial:Missbrauchsfilter/49
Dies ist eine Liste von im dritten Quartal 1980 verstorbenen bekannten Persönlichkeiten. Die Einträge erfolgen innerhalb der einzelnen Daten alphabetisch sortiert. Tiere sind im Nekrolog für Tiere zu finden.

## Juli
| Tag      | Name                                              | Beruf, bekannt als                                                                             | Alter | Beleg |
| -------- | ------------------------------------------------- | ---------------------------------------------------------------------------------------------- | ----- | ----- |
| 1. Juli  | Elisabeth Boedeker                                | deutsche Bibliothekarin und Chronistin der ersten Frauenbewegung                               | 86    |       |
| 1. Juli  | Jacques Borel                                     | französischer Fußballspieler                                                                   | 20    |       |
| 1. Juli  | Wulf-Diether Graf zu Castell-Rüdenhausen          | deutscher Flugpionier und Flughafendirektor                                                    | 74    |       |
| 1. Juli  | Mihai Dalea                                       | rumänischer Politiker (PCR)                                                                    | 63    |       |
| 1. Juli  | Josef Otto Lämmel                                 | österreichischer Schriftsteller und Politiker                                                  | 89    |       |
| 1. Juli  | Émile Raus                                        | luxemburgischer Jurist                                                                         | 75    |       |
| 1. Juli  | Hilmar Reksten                                    | norwegischer Reeder                                                                            | 82    |       |
| 1. Juli  | C. P. Snow                                        | englischer Wissenschaftler und Schriftsteller                                                  | 74    |       |
| 1. Juli  | Takayama Tadao                                    | japanischer Fußballspieler                                                                     | 76    |       |
| 1. Juli  | Shields Warren                                    | US-amerikanischer Pathologe und Strahlenmediziner                                              | 82    |       |
| 2. Juli  | August Bernhard Hasler                            | Schweizer katholischer Theologe und Historiker                                                 |       |       |
| 2. Juli  | Albert Höft                                       | deutscher Politiker (SPD), MdL                                                                 | 87    |       |
| 2. Juli  | Sócrates Nolasco                                  | dominikanischer Schriftsteller, Essayist, Historiker, Politiker und Diplomat                   | 96    |       |
| 2. Juli  | Amos White                                        | US-amerikanischer Jazztrompeter                                                                | 90    |       |
| 3. Juli  | Buster Bennett                                    | US-amerikanischer R&B-Musiker                                                                  | 66    |       |
| 3. Juli  | Johannes Hendrich                                 | deutscher Schriftsteller, Hörspiel- und Drehbuchautor                                          | 61    |       |
| 3. Juli  | Anatoli Lwowitsch Kaplan                          | russisch-jüdischer Maler, Bildhauer und Grafiker                                               | 77    |       |
| 3. Juli  | Walter Ladengast                                  | österreichischer Schauspieler                                                                  | 80    |       |
| 3. Juli  | Rosa Lettner                                      | deutsche Politikerin (KPD/SED), DFD-Funktionärin                                               | 76    |       |
| 3. Juli  | Abdelhamid Sharaf                                 | jordanischer Politiker                                                                         | 40    |       |
| 4. Juli  | Gregory Bateson                                   | angloamerikanischer Ethnologe, Kybernetiker und Philosoph                                      | 76    |       |
| 4. Juli  | Erich Dethleffsen                                 | deutscher Generalmajor                                                                         | 75    |       |
| 4. Juli  | Gerhard Frickhöffer                               | deutscher Schauspieler                                                                         | 66    |       |
| 4. Juli  | Maurice Grevisse                                  | belgischer Grammatiker                                                                         | 84    |       |
| 4. Juli  | Edward Hald                                       | schwedischer Maler, Grafiker und Glaskünstler                                                  | 96    |       |
| 4. Juli  | Georg Maurer                                      | deutscher Arzt, Hochschulleiter und Kommunalpolitiker (CSU)                                    | 71    |       |
| 4. Juli  | Georg Strnadt                                     | österreichischer Schriftsteller und Mundartdichter                                             | 71    |       |
| 4. Juli  | Friedrich Tamms                                   | deutscher Architekt und Stadtplaner                                                            | 75    |       |
| 4. Juli  | Charles Van Enger                                 | US-amerikanischer Kameramann                                                                   | 89    |       |
| 5. Juli  | Bruno Monden                                      | deutscher Filmarchitekt                                                                        | 80    |       |
| 5. Juli  | Thaddäus Troll                                    | deutscher Schriftsteller                                                                       | 66    |       |
| 5. Juli  | William Gould Young                               | US-amerikanischer Chemiker                                                                     | 77    |       |
| 6. Juli  | Frank Cordell                                     | englischer Komponist                                                                           | 62    |       |
| 6. Juli  | George Eash                                       | Erfinder einer Endlostonbandschleife                                                           |       |       |
| 6. Juli  | Heinz Graaf                                       | deutscher Architekt                                                                            | 70    |       |
| 6. Juli  | Otto Heineke                                      | deutscher Autor, Naturschützer, Kunsthistoriker, Lehrer und Landwirt                           | 86    |       |
| 6. Juli  | Walter Hess                                       | Schweizer Zahnmediziner und Hochschullehrer                                                    | 94    |       |
| 6. Juli  | Mary Hignett                                      | britische Schauspielerin                                                                       | 64    |       |
| 6. Juli  | Phil O’Shea                                       | neuseeländischer Radsportler und Radsporttrainer                                               | 91    |       |
| 6. Juli  | Gail Patrick                                      | US-amerikanische Schauspielerin                                                                | 69    |       |
| 6. Juli  | Mart Raud                                         | estnischer Schriftsteller                                                                      | 76    |       |
| 7. Juli  | Robert Böker                                      | deutscher Ingenieur und Wissenschaftshistoriker                                                | 95    |       |
| 7. Juli  | Reginald Gardiner                                 | britischer Schauspieler                                                                        | 77    |       |
| 7. Juli  | Margarethe Hauschka                               | deutsche Ärztin und Anthroposophin                                                             | 83    |       |
| 7. Juli  | Hans Lippold                                      | deutscher Botaniker und geografischer Forscher                                                 | 47    |       |
| 7. Juli  | Wilhelm Matthies                                  | deutscher Konteradmiral der Kriegsmarine und später Abteilungsleiter bei der Bayer AG          | 83    |       |
| 7. Juli  | Johannes Meintjes                                 | südafrikanischer Künstler, Schriftsteller und Maler                                            | 57    |       |
| 7. Juli  | Otto Scharnweber                                  | deutscher Lehrer und Kunsterzieher                                                             | 72    |       |
| 7. Juli  | Dore Schary                                       | amerikanischer Filmproduzent                                                                   | 74    |       |
| 7. Juli  | Wilhelm Zoepf                                     | deutscher Jurist und NS-Verbrecher                                                             | 72    |       |
| 8. Juli  | Rudolf Creutz                                     | deutscher SS-Führer und verurteilter Kriegsverbrecher                                          | 84    |       |
| 8. Juli  | Raymund Gamma                                     | Schweizer Politiker                                                                            | 61    |       |
| 8. Juli  | Gerhard Genz                                      | deutscher Heimatforscher                                                                       | 74    |       |
| 8. Juli  | Erich Marckhl                                     | österreichischer Musikwissenschaftler und Komponist                                            | 78    |       |
| 8. Juli  | Siegfried Rudert                                  | deutscher Maschinenbauingenieur und Professor für Regelungstechnik                             | 47    |       |
| 8. Juli  | Hans-Joachim Schoeps                              | deutsch-jüdischer Religions- und Geisteshistoriker                                             | 71    |       |
| 8. Juli  | Daniel Tavares Baeta Neves                        | brasilianischer Geistlicher, Bischof von Sete Lagoas                                           | 69    |       |
| 8. Juli  | Harry Trommer                                     | deutscher Schriftsteller und Jurist                                                            | 76    |       |
| 8. Juli  | Paddy Whannel                                     | schottischer Medientheoretiker                                                                 | 57    |       |
| 9. Juli  | Jorge Délano Frederick                            | chilenischer Maler, Karikaturist, Regisseur und Drehbuchautor                                  | 84    |       |
| 9. Juli  | Walter Dell                                       | österreichischer Kunstmaler                                                                    | 81    |       |
| 9. Juli  | Norris Graham                                     | US-amerikanischer Ruderer                                                                      | 73    |       |
| 9. Juli  | Arend Heyting                                     | niederländischer Mathematiker                                                                  | 82    |       |
| 9. Juli  | Vinícius de Moraes                                | brasilianischer Dichter und Gitarrist                                                          | 66    |       |
| 9. Juli  | Francisco Ruiz                                    | chilenischer Fußballspieler                                                                    | 60    |       |
| 9. Juli  | Kirsten Søberg                                    | dänische Schauspielerin                                                                        | 51    |       |
| 9. Juli  | Friedrich Sponsel                                 | deutscher Kommunalpolitiker (SPD)                                                              | 59    |       |
| 10. Juli | Willy Kölker                                      | deutscher Jagdflieger, Kaufmann, Politiker                                                     | 87    |       |
| 10. Juli | Grigori Irmowitsch Nowak                          | sowjetischer Gewichtheber                                                                      | 61    |       |
| 10. Juli | Jean Thomé                                        | deutscher Sänger und Schauspieler                                                              | 47    |       |
| 10. Juli | Wilhelm Traeger                                   | österreichischer Maler und Grafiker                                                            | 73    |       |
| 10. Juli | Leonidas Zervas                                   | griechischer Chemiker                                                                          | 78    |       |
| 11. Juli | Zygmunt Berling                                   | polnischer General und Politiker                                                               | 84    |       |
| 11. Juli | Arnold D'Altri                                    | Schweizer Bildhauer, Plastiker, Maler und Kunstpädagoge                                        | 76    |       |
| 11. Juli | Peggy Knudsen                                     | US-amerikanische Schauspielerin                                                                | 57    |       |
| 12. Juli | William Armstrong, Baron Armstrong of Sanderstead | britischer Regierungsbeamter und Bankmanager                                                   | 65    |       |
| 12. Juli | Albert Hörrmann                                   | deutscher Schauspieler                                                                         | 81    |       |
| 12. Juli | Henny Krause                                      | dänische Schauspielerin                                                                        | 74    |       |
| 12. Juli | Arsène Mersch                                     | luxemburgischer Radsportler                                                                    | 66    |       |
| 12. Juli | Willy Schlieker                                   | deutscher Großindustrieller                                                                    | 66    |       |
| 12. Juli | Franz Sodomka                                     | österreichischer Politiker, Landtagsabgeordneter                                               | 57    |       |
| 13. Juli | Werner Betz                                       | deutscher Mediävist und Linguist                                                               | 67    |       |
| 13. Juli | Wilhelm Bick                                      | deutscher Politiker (SED), MdV und Diplomat                                                    | 76    |       |
| 13. Juli | Joseph Brennan                                    | irischer Politiker                                                                             | 68    |       |
| 13. Juli | Heinz Dose                                        | deutscher Sportfunktionär                                                                      | 79    |       |
| 13. Juli | Seretse Khama                                     | erster Präsident von Botswana                                                                  | 59    |       |
| 13. Juli | Alain Meunier                                     | französischer Radrennfahrer                                                                    | 27    |       |
| 13. Juli | Heinz Oettel                                      | deutscher Pharmakologe und Hochschullehrer                                                     | 76    |       |
| 14. Juli | Felix Alexandrowitsch Beresin                     | russischer Physiker und Mathematiker                                                           | 49    |       |
| 14. Juli | Ford Quint Elvidge                                | US-amerikanischer Politiker                                                                    | 87    |       |
| 14. Juli | Martin W. Frederiksen                             | britischer Althistoriker australischer Herkunft                                                | 49    |       |
| 14. Juli | Carlos López Moctezuma                            | mexikanischer Schauspieler                                                                     | 70    |       |
| 14. Juli | Norman Shelton                                    | neuseeländischer Politiker (National Party)                                                    | 75    |       |
| 15. Juli | Friedrich Behrens                                 | deutscher Wirtschaftswissenschaftler, Hauptvertreter des Neuen Ökonomischen Systems in der DDR | 70    |       |
| 15. Juli | Hermann Frey                                      | Schweizer Architekt                                                                            | 72    |       |
| 15. Juli | George Hurdalek                                   | deutscher Drehbuchautor und Filmregisseur                                                      | 72    |       |
| 15. Juli | Henri Martelli                                    | französischer Komponist                                                                        | 85    |       |
| 15. Juli | Antônio Mazzarotto                                | brasilianischer Geistlicher, römisch-katholischer Bischof von Ponta Grossa                     | 89    |       |
| 15. Juli | Bernd Moldenhauer                                 | deutscher DDR-Dissident, der von einem IM der DDR-Staatssicherheit ermordet wurde              | 30    |       |
| 15. Juli | Hermann Prüßmann                                  | deutscher Maler und Grafiker                                                                   | 80    |       |
| 15. Juli | Ben Selvin                                        | US-amerikanischer Musikproduzent                                                               | 82    |       |
| 15. Juli | Paul Valcke                                       | belgischer Fechter                                                                             | 66    |       |
| 15. Juli | Eda Warren                                        | US-amerikanische Filmeditorin                                                                  | 76    |       |
| 15. Juli | Oskar Wenzky                                      | deutscher Jurist und Kriminalpolizist                                                          | 69    |       |
| 16. Juli | William Chalmers                                  | schottischer Fußballspieler und -trainer                                                       | 72    |       |
| 16. Juli | Otto Hummel                                       | deutscher Wirtschaftswissenschaftler und Rektor der Reichsuniversität Posen (1942–1945)        | 87    |       |
| 16. Juli | Hubert Jedin                                      | deutscher katholischer Kirchenhistoriker                                                       | 80    |       |
| 16. Juli | Joachim Siegel                                    | deutscher Maler, Zeichner und Grafiker                                                         | 70    |       |
| 17. Juli | Don Barry                                         | US-amerikanischer Schauspieler                                                                 | 68    |       |
| 17. Juli | José Carranza Chévez                              | honduranischer römisch-katholischer Geistlicher                                                | 60    |       |
| 17. Juli | Boris Nikolajewitsch Delone                       | sowjetischer Mathematiker                                                                      | 90    |       |
| 17. Juli | Frank W. Fries                                    | US-amerikanischer Politiker                                                                    | 87    |       |
| 17. Juli | Pierre Garbay                                     | französischer General, Militärgouverneur von Paris                                             | 76    |       |
| 17. Juli | Maximilian Goffart                                | deutscher Geistlicher, Weihbischof in Aachen und Titularbischof von Uzita                      | 59    |       |
| 17. Juli | Alan Mansfield                                    | australischer Jurist und Gouverneur                                                            | 77    |       |
| 17. Juli | Marcelo Quiroga Santa Cruz                        | bolivianischer Politiker                                                                       | 49    |       |
| 17. Juli | Georg Stern                                       | deutscher Opernsänger (Bass)                                                                   |       |       |
| 17. Juli | Nikolai Wassiljewitsch Zizin                      | russischer Biologe und Botaniker                                                               | 81    |       |
| 18. Juli | Winfried Baumann                                  | deutscher Fregattenkapitän                                                                     | 50    |       |
| 18. Juli | Josef Blatný                                      | tschechischer Komponist und Organist                                                           | 89    |       |
| 18. Juli | Willy Fries                                       | Schweizer Kunstmaler und Buchautor                                                             | 73    |       |
| 18. Juli | Andrée Vaurabourg-Honegger                        | französische Pianistin und Musikpädagogin                                                      | 85    |       |
| 19. Juli | Manuel Castilla                                   | argentinischer Bibliothekar, Journalist und Schriftsteller                                     | 61    |       |
| 19. Juli | Margaret Craven                                   | US-amerikanische Schriftstellerin                                                              | 79    |       |
| 19. Juli | Nihat Erim                                        | türkischer Ministerpräsident                                                                   |       |       |
| 19. Juli | Wolfgang Frank                                    | deutscher Schriftsteller                                                                       | 71    |       |
| 19. Juli | Karl Theodor Jacob                                | bayerischer Landrat                                                                            | 72    |       |
| 19. Juli | Bohuslav Josífek                                  | tschechoslowakischer Skisportler                                                               | 78    |       |
| 19. Juli | Heinrich Kiefer                                   | deutscher Maler und Grafiker                                                                   | 69    |       |
| 19. Juli | Hans Morgenthau                                   | deutscher Jurist und Politikwissenschaftler                                                    | 76    |       |
| 19. Juli | Hans-Hartwig Ruthenberg                           | deutscher Agrarwissenschaftler                                                                 | 52    |       |
| 20. Juli | Piet Bouman                                       | niederländischer Fußballspieler                                                                | 87    |       |
| 20. Juli | Tilla Briem                                       | deutsche Sängerin und Professorin                                                              | 72    |       |
| 20. Juli | Valentin Brück                                    | deutscher Politiker (CDU, Zentrum), MdB                                                        | 69    |       |
| 20. Juli | Lado Gudiaschwili                                 | georgischer Maler                                                                              | 84    |       |
| 20. Juli | Karl Georg Külb                                   | deutscher Filmregisseur und Drehbuchautor                                                      | 79    |       |
| 20. Juli | Leonid Michailowitsch Nemenow                     | russisch-sowjetischer Kernphysiker                                                             | 74    |       |
| 20. Juli | Arnold Reisberg                                   | österreichischer Historiker                                                                    | 76    |       |
| 20. Juli | Alfred Schmela                                    | deutscher Künstler und Galerist                                                                | 61    |       |
| 20. Juli | Karl Schmidt                                      | deutscher Ophthalmologe in Bonn und Straßburg                                                  | 80    |       |
| 21. Juli | Salah ad-Din al-Bitar                             | arabischer Nationalist                                                                         |       |       |
| 21. Juli | Keith Godchaux                                    | US-amerikanischer Musiker, Teilzeitkeyboarder bei den Grateful Dead                            | 32    |       |
| 21. Juli | Jacinto Vásquez Ochoa                             | kolumbianischer römisch-katholischer Geistlicher, Bischof von Espinal                          | 70    |       |
| 22. Juli | Hans-Georg Bürger                                 | deutscher Autorennfahrer                                                                       | 28    |       |
| 22. Juli | Sigfrido Burmann                                  | deutsch-spanischer Maler, Bühnenbildner und Filmarchitekt                                      | 89    |       |
| 22. Juli | Pierre Coquelin de Lisle                          | französischer Sportschütze                                                                     | 80    |       |
| 22. Juli | Georges Dulk                                      | Schweizer Bildender Künstler und Lehrer                                                        | 63    |       |
| 22. Juli | Kemal Türkler                                     | türkischer sozialistischer Gewerkschaftsführer                                                 |       |       |
| 23. Juli | Mario Fantin                                      | italienischer Alpinist, Autor und Dokumentarfilmer                                             | 59    |       |
| 23. Juli | Sarto Fournier                                    | kanadischer Politiker                                                                          | 72    |       |
| 23. Juli | Fred Kaps                                         | niederländischer Zauberkünstler                                                                | 54    |       |
| 23. Juli | Hermann Kurz                                      | Schweizer Politiker (SP)                                                                       | 82    |       |
| 23. Juli | Olivia Manning                                    | englische Schriftstellerin                                                                     | 69    |       |
| 23. Juli | Mollie Steimer                                    | russische Anarchistin                                                                          | 82    |       |
| 23. Juli | Franco Tognini                                    | italienischer Kunstturner                                                                      | 72    |       |
| 23. Juli | William H. Wright                                 | US-amerikanischer Film- und Fernsehproduzent sowie Drehbuchautor                               | 78    |       |
| 24. Juli | Lucien Faucheux                                   | französischer Bahnradsportler                                                                  | 80    |       |
| 24. Juli | Davis Grubb                                       | US-amerikanischer Schriftsteller                                                               | 61    |       |
| 24. Juli | Ernst Kohler                                      | Schweizer Unternehmer und Politiker (SP)                                                       | 96    |       |
| 24. Juli | Georg Kühl                                        | deutscher Pädagoge und Politiker (SPD)                                                         | 75    |       |
| 24. Juli | Uttam Kumar                                       | indischer Filmschauspieler                                                                     | 53    |       |
| 24. Juli | Adolf Leschnitzer                                 | deutsch-amerikanischer Germanist und Pädagoge                                                  | 81    |       |
| 24. Juli | Max Rohr                                          | Schweizer Politiker (CVP)                                                                      | 90    |       |
| 24. Juli | Peter Sellers                                     | englischer Schauspieler                                                                        | 54    |       |
| 25. Juli | Horace Aylwin                                     | kanadischer Leichtathlet                                                                       | 77    |       |
| 25. Juli | Sylvia Bayr-Klimpfinger                           | österreichische Psychologin                                                                    | 72    |       |
| 25. Juli | Wolfgang Beer                                     | deutsches Mitglied der Rote Armee Fraktion                                                     | 26    |       |
| 25. Juli | Erich Fuchs                                       | deutscher Gasmeister der „Aktion Reinhardt“                                                    | 78    |       |
| 25. Juli | Juliane Plambeck                                  | deutsche Terroristin der Rote Armee Fraktion                                                   | 28    |       |
| 25. Juli | Wilhelm Reitz                                     | deutscher Politiker (SPD), MdB                                                                 | 75    |       |
| 25. Juli | Franz Strobl                                      | österreichischer Politiker, Abgeordneter zum Nationalrat                                       | 83    |       |
| 25. Juli | Wladimir Semjonowitsch Wyssozki                   | russischer Schauspieler, Dichter und Sänger                                                    | 42    |       |
| 26. Juli | Konstantin Konstantinowitsch Fljorow              | russisch-sowjetischer Paläontologe, Museumsleiter, Tierillustrator und Paläokünstler           | 76    |       |
| 26. Juli | François Louis Ganshof                            | belgischer Historiker                                                                          | 85    |       |
| 26. Juli | Allen Hoskins                                     | US-amerikanischer Filmschauspieler                                                             | 59    |       |
| 26. Juli | Fritz Müller                                      | Schweizer Geograph und Glaziologe                                                              | 54    |       |
| 26. Juli | Federico Munerati                                 | italienischer Fußballspieler und -trainer                                                      | 78    |       |
| 26. Juli | Eugen Remsey                                      | ungarischer Maler                                                                              | 94    |       |
| 26. Juli | Joseph John Ruocco                                | US-amerikanischer Geistlicher, Weihbischof in Boston                                           | 58    |       |
| 26. Juli | Marie Karoline Tschiedel                          | österreichische Fotografin                                                                     | 80    |       |
| 26. Juli | Kenneth Tynan                                     | englischer Theaterkritiker und Autor                                                           | 53    |       |
| 27. Juli | Rushdy Abaza                                      | ägyptischer Schauspieler                                                                       | 53    |       |
| 27. Juli | Tomás Beswick                                     | argentinischer Leichtathlet                                                                    | 68    |       |
| 27. Juli | Gene Kardos                                       | US-amerikanischer Jazz-Musiker und Bandleader                                                  | 81    |       |
| 27. Juli | Eduard Mühlbauer                                  | deutscher Ingenieur und Manager                                                                | 78    |       |
| 27. Juli | Mohammad Reza Pahlavi                             | iranischer Schah von Persien                                                                   | 60    |       |
| 28. Juli | Cecil Burleigh                                    | US-amerikanischer Violinist, Komponist und Musikpädagoge                                       | 95    |       |
| 28. Juli | Adolfo Grosso                                     | italienischer Radrennfahrer                                                                    | 52    |       |
| 28. Juli | Otakar Kraus                                      | tschechisch-britischer Opernsänger (Bariton) und Gesangspädagoge                               | 70    |       |
| 28. Juli | Rose Rand                                         | austroamerikanische Logikerin und Philosophin                                                  | 77    |       |
| 28. Juli | Karl Roth                                         | deutscher Unternehmer und Kommunalpolitiker                                                    | 78    |       |
| 28. Juli | Haydée Santamaría                                 | kubanische Revolutionärin, Mitkämpferin Fidel Castros                                          | 56    |       |
| 28. Juli | Konrad Zahn                                       | deutscher Politiker (NSDAP), MdR                                                               | 89    |       |
| 29. Juli | Filipp Iwanowitsch Golikow                        | russischer Militär, Marschall der Sowjetunion                                                  | 80    |       |
| 29. Juli | Frederick Morgan                                  | südafrikanischer Sportschütze                                                                  | 87    |       |
| 29. Juli | Adelbert Mühlschlegel                             | deutscher Bahai, einer der Hände der Sache Gottes                                              | 83    |       |
| 29. Juli | Willy-André Prestre                               | Schweizer Schriftsteller                                                                       | 84    |       |
| 29. Juli | Edwin von Rothkirch und Trach                     | deutscher Offizier und General der Kavallerie während des Zweiten Weltkriegs                   | 91    |       |
| 29. Juli | Eduardo Rovira                                    | argentinischer Bandoneonist, Bandleader, Tangokomponist und Arrangeur                          | 55    |       |
| 29. Juli | Jan Tausinger                                     | tschechischer Komponist, Dirigent, Chorleiter und Musikpädagoge                                | 58    |       |
| 30. Juli | Pascal Jardin                                     | französischer Schriftsteller und Drehbuchautor                                                 | 46    |       |
| 30. Juli | Anatole Kitain                                    | russisch-amerikanischer Konzertpianist                                                         | 76    |       |
| 30. Juli | Charles McGraw                                    | US-amerikanischer Schauspieler                                                                 | 66    |       |
| 30. Juli | Kurt Menke                                        | deutscher Kinderbuchautor                                                                      | 59    |       |
| 30. Juli | Elli Schmidt                                      | deutsche Politikerin (SED), Vorsitzende des Demokratischen Frauenbunds Deutschlands in der DDR | 71    |       |
| 31. Juli | Laura Boschulte                                   | deutsche Politikerin (SPD), MdL                                                                | 84    |       |
| 31. Juli | Wilhelm Hiller                                    | deutscher Geophysiker, Seismologe sowie Hochschullehrer                                        | 81    |       |
| 31. Juli | Pascual Jordan                                    | deutscher Physiker und Politiker, MdB                                                          | 77    |       |
| 31. Juli | Mohammed Rafi                                     | indischer Playbacksänger                                                                       | 55    |       |
| 31. Juli | Alfred Traeger                                    | australischer Erfinder                                                                         | 84    |       |
| 31. Juli | Bobby Van                                         | US-amerikanischer Schauspieler, Tänzer und Gameshowmoderator                                   | 51    |       |
| 31. Juli | Frederick Clarence Weber                          | US-amerikanischer Chemiker                                                                     | 101   |       |
| Juli     | Harold J. Gordon Jr.                              | US-amerikanischer Historiker                                                                   | 60    |       |
| Juli     | Harlan Lattimore                                  | US-amerikanischer Jazz-Sänger                                                                  | 71    |       |
| Juli     | Theodor Schöllig                                  | deutscher Maler                                                                                | 88    |       |

## August
| Tag        | Name                                      | Beruf, bekannt als                                                                                              | Alter | Beleg |
| ---------- | ----------------------------------------- | --- | ----- | ----- |
| 01. August | Gardner Boultbee                          | kanadischer Segler                                                                                              | 73    |       |
| 1. August  | Patrick Depailler                         | französischer Autorennfahrer                                                                                    | 35    |       |
| 1. August  | Bob Godwin                                | US-amerikanischer Boxer im Halbschwergewicht                                                                    | 69    |       |
| 1. August  | Strother Martin                           | US-amerikanischer Schauspieler                                                                                  | 61    |       |
| 1. August  | Frode Sørensen                            | dänischer Radrennfahrer                                                                                         | 68    |       |
| 2. August  | Gigi Ballista                             | italienischer Schauspieler                                                                                      | 61    |       |
| 2. August  | Page Belcher                              | US-amerikanischer Politiker                                                                                     | 81    |       |
| 2. August  | Gerard Drieman                            | niederländischer Komponist Neuer Musik                                                                          | 64    |       |
| 2. August  | Herbert Koschel                           | deutscher Speerwerfer                                                                                           | 58    |       |
| 2. August  | Paul Alexander Osterrieth                 | belgischer Neuropsychologe                                                                                      | 63    |       |
| 2. August  | Eduard Platner                            | deutscher Politiker (CDU, DP), MdB                                                                              | 85    |       |
| 2. August  | Wilhelm Schneider                         | deutscher Chemiker und Mitentwickler des Agfa-Color-Verfahrens                                                  | 79    |       |
| 2. August  | Rudolf Soenning                           | deutscher Sportler, Augenarzt und Politiker (FDP, CSU), MdL Bayern                                              | 75    |       |
| 2. August  | Donald Ogden Stewart                      | US-amerikanischer Drehbuchautor, Dramaturg und Schauspieler                                                     | 85    |       |
| 2. August  | Gene Weltfish                             | US-amerikanische Anthropologin                                                                                  | 77    |       |
| 3. August  | Alfons Dreher                             | deutscher Lehrer, Historiker und Archivar                                                                       | 83    |       |
| 3. August  | Ludwig Feil                               | deutscher Maler und Grafiker                                                                                    | 70    |       |
| 3. August  | Dionýz Ilkovič                            | slowakischer Physikochemiker, der die nach ihm benannte Gleichung herleitete                                    | 73    |       |
| 3. August  | Erich Rutha                               | deutscher Politiker (KPD/SED), Widerstandskämpfer                                                               | 75    |       |
| 3. August  | Erich Schneider                           | deutscher Offizier, zuletzt Generalleutnant im Zweiten Weltkrieg                                                | 85    |       |
| 3. August  | Walter Steinhauser                        | österreichischer Germanist und Hochschullehrer                                                                  | 95    |       |
| 4. August  | Joseph Ashbrook                           | US-amerikanischer Astronom                                                                                      | 62    |       |
| 4. August  | Georg Aumann                              | deutscher Mathematiker                                                                                          | 73    |       |
| 4. August  | Vicente de la Mata                        | argentinischer Fußballspieler                                                                                   | 62    |       |
| 4. August  | Duke Pearson                              | US-amerikanischer Jazz-Pianist, -Produzent und -Komponist                                                       | 47    |       |
| 5. August  | Wilhelm Büche                             | deutscher Politiker                                                                                             | 73    |       |
| 5. August  | Helmut Caspar                             | deutscher Politiker (SPD), MdL                                                                                  | 59    |       |
| 5. August  | Joachim Hämmerling                        | deutscher Botaniker                                                                                             | 79    |       |
| 5. August  | Theo Herzog                               | deutscher Archivar und Lokalhistoriker                                                                          | 75    |       |
| 5. August  | Hans Kohlmann                             | deutscher Politiker (CSU), MdL                                                                                  | 46    |       |
| 5. August  | Geoffrey William Hugo Lampe               | britischer Theologe                                                                                             | 67    |       |
| 5. August  | Harold L. Runnels                         | US-amerikanischer Politiker                                                                                     | 56    |       |
| 6. August  | Aino Bach                                 | russische bzw. estnische bzw. sowjetische Malerin und Graveurin                                                 | 78    |       |
| 6. August  | Leslie H. Brown                           | britischer Ornithologe, Agrarwissenschaftler und Ökologe                                                        |       |       |
| 6. August  | Fritz Heim                                | deutscher Geologe und Polarforscher                                                                             | 93    |       |
| 6. August  | Marino Marini                             | italienischer Bildhauer und Grafiker                                                                            | 79    |       |
| 6. August  | Klaus Müller                              | deutscher Politiker                                                                                             | 88    |       |
| 7. August  | Albert Bittner                            | deutscher Dirigent                                                                                              | 79    |       |
| 7. August  | Hilde Goldschmidt                         | deutsche Künstlerin                                                                                             | 82    |       |
| 7. August  | John Hearn                                | britischer Eisschnellläufer                                                                                     | 50    |       |
| 7. August  | Wolfgang Kohlrausch                       | deutscher Sportmediziner                                                                                        | 91    |       |
| 7. August  | Gerhard Uhde                              | deutscher Schriftsteller und Theaterleiter                                                                      | 78    |       |
| 8. August  | Marino Auriti                             | italo-amerikanischer Künstler                                                                                   | 88    |       |
| 8. August  | Iwan Buresch                              | bulgarischer Zoologe                                                                                            | 94    |       |
| 8. August  | Paula Rueß                                | deutsche Widerstandskämpferin in der Résistance                                                                 | 78    |       |
| 8. August  | Istvánné Vass                             | ungarische Politikerin, Mitglied des Parlaments                                                                 | 65    |       |
| 9. August  | Jacqueline Cochran                        | US-amerikanische Pilotin                                                                                        | 74    |       |
| 9. August  | Denis Glover                              | neuseeländischer Dichter                                                                                        | 67    |       |
| 9. August  | Günther Grzimek                           | deutscher Rechtsanwalt, Notar, Politiker und Kunstsammler                                                       | 92    |       |
| 9. August  | Elliott Nugent                            | US-amerikanischer Filmregisseur                                                                                 | 83    |       |
| 9. August  | Franz Schlarmann                          | deutscher Verwaltungsjurist                                                                                     | 69    |       |
| 10. August | Alexander Otto Benz                       | US-amerikanischer Versicherungsmanager und Politiker der Wisconsin Progressive Party                            | 100   |       |
| 10. August | Peter Fick                                | US-amerikanischer Schwimmer                                                                                     | 66    |       |
| 10. August | Freddy Koch                               | dänischer Schauspieler                                                                                          | 64    |       |
| 10. August | Bernhard Rakers                           | deutscher SS-Hauptscharführer, als Kommando- und Rapportführer in Konzentrationslagern tätig                    | 75    |       |
| 10. August | William J. Sebald                         | US-amerikanischer Marineoffizier und Diplomat                                                                   | 78    |       |
| 10. August | Agha Muhammad Yahya Khan                  | pakistanischer Präsident und General                                                                            | 63    |       |
| 11. August | Willi Forst                               | österreichischer Schauspieler, Drehbuchautor, Regisseur, Produzent und Sänger                                   | 77    |       |
| 11. August | Paul Robert                               | französischer Romanist und Lexikograf                                                                           | 69    |       |
| 11. August | André Schaeffner                          | französischer Musikethnologe                                                                                    | 85    |       |
| 11. August | Jacques Singer                            | US-amerikanischer Violinist und Dirigent                                                                        | 70    |       |
| 11. August | Edmund Stinnes                            | deutscher Ingenieur und Großindustrieller                                                                       | 84    |       |
| 11. August | Michail Wassiljewitsch Wodopjanow         | sowjetischer Pilot                                                                                              | 80    |       |
| 12. August | Siegfried Borries                         | deutscher Violinist und Violinpädagoge                                                                          | 68    |       |
| 12. August | Billy Hartill                             | englischer Fußballspieler                                                                                       | 75    |       |
| 12. August | Patrick Pons                              | französischer Motorradrennfahrer                                                                                | 27    |       |
| 12. August | Waldemar Schilling                        | deutscher Ingenieur und Mitglied der Volkskammer der DDR                                                        | 52    |       |
| 12. August | Leopold Spinner                           | österreichischer Komponist                                                                                      | 74    |       |
| 12. August | Tachihara Masaaki                         | japanischer Schriftsteller                                                                                      | 54    |       |
| 12. August | Manuel Tato                               | argentinischer Geistlicher, Bischof von Santiago del Estero                                                     | 73    |       |
| 12. August | Günther Wilde                             | deutscher Jurist und Richter am Bundesgerichtshof                                                               | 80    |       |
| 13. August | Bogislaw von Bonin                        | deutscher Offizier und Publizist                                                                                | 72    |       |
| 13. August | Eqrem Çabej                               | albanischer Historiolinguist                                                                                    | 72    |       |
| 13. August | Emmy Eisenberg                            | österreichische Bergsteigerin, Kletterin und Essayistin                                                         | 92    |       |
| 13. August | Julius von Lautz                          | saarländischer Landesminister                                                                                   | 76    |       |
| 13. August | Pietro Piovani                            | italienischer Philosoph und Hochschullehrer                                                                     | 57    |       |
| 13. August | Konstantin Nikolajewitsch Rudnew          | sowjetischer Politiker (KPdSU), Minister                                                                        | 69    |       |
| 13. August | Helmut Schoppa                            | deutscher Archäologe                                                                                            | 72    |       |
| 14. August | Diego Fabbri                              | italienischer Dramatiker                                                                                        | 69    |       |
| 14. August | Marion Zinderstein Jessup                 | US-amerikanische Tennisspielerin                                                                                | 84    |       |
| 14. August | Alice Lesur                               | französische Komponistin                                                                                        | 99    |       |
| 14. August | Dorothy Stratten                          | kanadisches Playmate und Schauspielerin                                                                         | 20    |       |
| 15. August | Imru Haile Selassie                       | äthiopischer Diplomat                                                                                           | 87    |       |
| 15. August | Detta Lorenz                              | deutsche Leichtathletin                                                                                         | 72    |       |
| 15. August | William Hood Simpson                      | US-amerikanischer General                                                                                       | 92    |       |
| 15. August | Beverly M. Vincent                        | US-amerikanischer Politiker                                                                                     | 90    |       |
| 16. August | Thomas Kiely Gorman                       | US-amerikanischer Geistlicher, Bischof von Reno und Dallas                                                      | 87    |       |
| 16. August | Roger Herbst                              | deutscher Schauspieler                                                                                          | 35    |       |
| 16. August | James B. Longley                          | US-amerikanischer Politiker                                                                                     | 56    |       |
| 16. August | Arthur Rackwitz                           | deutscher evangelischer Theologe, religiöser Sozialist und Widerstandskämpfer                                   | 85    |       |
| 17. August | Harold Adamson                            | US-amerikanischer britischer Schauspieler, Drehbuchautor und Regisseur                                          | 73    |       |
| 17. August | Gwen Bristow                              | US-amerikanische Schriftstellerin und Journalistin                                                              | 76    |       |
| 17. August | Jean Chanut                               | französischer römisch-katholischer Geistlicher, Trappist und Abt                                                |       |       |
| 17. August | Goi Masahisa                              | japanischer Philosoph                                                                                           | 63    |       |
| 17. August | Jakob Klaesi                              | Schweizer Psychiater                                                                                            | 97    |       |
| 17. August | Gig Malzacher                             | deutscher Schauspieler, Synchronsprecher und Fernsehproduzent                                                   | 49    |       |
| 17. August | Domingos Monteiro                         | portugiesischer Schriftsteller                                                                                  | 76    |       |
| 17. August | Augusts Ozols                             | lettischer Fußball- und Eishockeyspieler                                                                        | 72    |       |
| 18. August | Heinrich Ahlers                           | deutscher Politiker (NSDAP, DP, CDU), MdBB                                                                      | 75    |       |
| 18. August | Norman Cazden                             | US-amerikanischer Komponist                                                                                     | 65    |       |
| 18. August | Fritz Eckert                              | österreichischer Politiker, Mitglied des Bundesrates                                                            | 69    |       |
| 18. August | Rudolf Garlichs                           | deutscher Landwirt, Abgeordneter und Bürgermeister                                                              | 88    |       |
| 18. August | Carl Kaufmann                             | deutscher Gynäkologe                                                                                            | 79    |       |
| 18. August | Harold Kitching                           | britischer Ruderer                                                                                              | 94    |       |
| 18. August | Peter Schweiger                           | deutscher Claretiner und Generaloberer des Ordens                                                               | 86    |       |
| 18. August | Christian Wallenreiter                    | deutscher Verwaltungsjurist und Intendant                                                                       | 80    |       |
| 19. August | Pablo Correa León                         | kolumbianischer römisch-katholischer Geistlicher                                                                | 62    |       |
| 19. August | Otto Frank                                | deutscher Kaufmann, Vater von Anne Frank                                                                        | 91    |       |
| 19. August | Werner Gneist                             | deutscher Liederkomponist                                                                                       | 82    |       |
| 19. August | Ernst Karl Rößler                         | deutscher Pfarrer, Organist, Komponist und Orgelsachverständiger                                                | 70    |       |
| 20. August | Joe Dassin                                | französischer Chanson-Sänger                                                                                    | 41    |       |
| 20. August | Wolfgang Gröbner                          | österreichischer Mathematiker                                                                                   | 81    |       |
| 20. August | Franz Trescher                            | österreichischer Lyriker und Journalist                                                                         | 70    |       |
| 21. August | Heinz Anstock                             | deutscher Germanist und Gymnasiallehrer                                                                         | 71    |       |
| 21. August | Jennifer Nicks                            | britische Eiskunstläuferin                                                                                      | 48    |       |
| 22. August | L. C. Bates                               | US-amerikanischer Journalist und Bürgerrechtler                                                                 | 76    |       |
| 22. August | Max-Pol Fouchet                           | französischer Schriftsteller, Kunstkritiker und Fernsehjournalist                                               | 67    |       |
| 22. August | Richard Frank                             | polnischer Politiker (KVP)                                                                                      | 86    |       |
| 22. August | Gabriel González Videla                   | chilenischer Politiker, Präsident Chiles (1946–1952)                                                            | 81    |       |
| 22. August | Colin Gordon                              | britischer Hochspringer                                                                                         | 72    |       |
| 22. August | Ary Lobo                                  | brasilianischer Musiker (Gesang, Komposition)                                                                   | 50    |       |
| 22. August | James Smith McDonnell                     | US-amerikanischer Flugzeugkonstrukteur und Geschäftsmann                                                        | 81    |       |
| 22. August | Cosmé McMoon                              | mexikanisch-US-amerikanischer Pianist und Komponist                                                             | 79    |       |
| 22. August | Alfred Neubauer                           | deutscher Rennleiter des Mercedes-Grand-Prix-Teams (1926–1955)                                                  | 89    |       |
| 22. August | Clive Rush                                | US-amerikanischer American-Football-Spieler und -Trainer                                                        | 49    |       |
| 22. August | Johannes Schlupper                        | deutscher SS-Obersturmführer                                                                                    | 71    |       |
| 22. August | Erich Jakowlewitsch Sternberg             | deutsch-russischer Psychiater                                                                                   | 77    |       |
| 22. August | George R. Stewart                         | US-amerikanischer Schriftsteller, Sprachforscher und Professor für Englisch an der University of California,... | 85    |       |
| 23. August | Fritz Bühler                              | Schweizer Unternehmer                                                                                           | 71    |       |
| 23. August | Will van Deeg                             | deutscher Schauspieler und Sänger                                                                               | 64    |       |
| 23. August | Gerhard Hanappi                           | österreichischer Fußballspieler und Architekt                                                                   | 51    |       |
| 23. August | Rudolf Kochendörffer                      | deutscher Mathematiker                                                                                          | 68    |       |
| 23. August | Martin Kröger                             | deutscher Elektrochemiker                                                                                       | 85    |       |
| 24. August | Max Funke                                 | deutscher Unternehmer                                                                                           | 85    |       |
| 24. August | André Parrot                              | französischer Vorderasiatischer Archäologe                                                                      | 79    |       |
| 24. August | Roy Pascal                                | englischer Germanist                                                                                            | 76    |       |
| 24. August | Friedrich Schürr                          | österreichischer Romanist                                                                                       | 92    |       |
| 25. August | Gower Champion                            | US-amerikanischer Choreograf und Regisseur                                                                      | 61    |       |
| 25. August | Joseph Godber, Baron Godber of Willington | britischer Politiker, Mitglied des House of Commons                                                             | 66    |       |
| 25. August | Walter Jaschek                            | österreichischer Astronom und Leiter der Kuffner-Sternwarte in Wien                                             | 67    |       |
| 25. August | Ines Keil-Folville                        | deutsche Autorennfahrerin                                                                                       | 95    |       |
| 25. August | Werner Lendholt                           | deutscher Landschaftsarchitekt                                                                                  | 68    |       |
| 25. August | Herbert Panse                             | deutscher Fußballspieler                                                                                        | 66    |       |
| 26. August | Rosa Albach-Retty                         | österreichische Schauspielerin                                                                                  | 105   |       |
| 26. August | Tex Avery                                 | US-amerikanischer Regisseur und Zeichner von Zeichentrickfilmen                                                 | 72    |       |
| 26. August | Andrew Alexis D’Souza                     | indischer Geistlicher, Bischof von Poona                                                                        | 91    |       |
| 26. August | Herm Dienz                                | deutscher Maler und Grafiker                                                                                    | 88    |       |
| 26. August | Jimmy Forrest                             | US-amerikanischer Jazzmusiker (Tenorsaxofonist)                                                                 | 60    |       |
| 26. August | Rudolf Inzinger                           | österreichischer Mathematiker                                                                                   | 73    |       |
| 26. August | Miliza Korjus                             | US-amerikanische Film- und Theaterschauspielerin sowie Opernsängerin (Sopran) estnisch-polnischer Herkunft      | 71    |       |
| 26. August | Lucy Morton                               | britische Schwimmerin                                                                                           | 82    |       |
| 26. August | Hans Rudolph                              | deutscher Althistoriker                                                                                         | 73    |       |
| 26. August | George Templeton                          | US-amerikanischer Filmregisseur, Produzent, Regieassistent und Produktionsmanager                               | 73    |       |
| 26. August | Arthur Weiss                              | US-amerikanischer Drehbuchautor und Fernsehproduzent                                                            | 68    |       |
| 27. August | Ehud Avriel                               | israelischer Politiker                                                                                          |       |       |
| 27. August | Rudolf Lucas                              | deutscher Jurist und Politiker, MdL                                                                             | 63    |       |
| 27. August | André Marchal                             | französischer Organist, Improvisator und Orgellehrer                                                            | 86    |       |
| 27. August | Arabella Scott                            | schottisch-britische Lehrerin und Suffragette                                                                   | 94    |       |
| 27. August | Klemens Wildt                             | deutscher Sportwissenschaftler und Sporthistoriker                                                              | 78    |       |
| 28. August | Kambayashi Akatsuki                       | japanischer Schriftsteller                                                                                      | 77    |       |
| 28. August | Johann Dinawitzer                         | österreichischer katholischer Geistlicher und Kunsthistoriker                                                   | 95    |       |
| 28. August | Ada Helene Gabler                         | österreichische Kunstgewerblerin und Malerin                                                                    | 82    |       |
| 28. August | Emil Roth                                 | Schweizer Architekt                                                                                             | 86    |       |
| 28. August | Karl-Georg von Stackelberg                | deutscher Marktforscher, Autor und Berater                                                                      | 67    |       |
| 29. August | Franco Basaglia                           | italienischer Psychiater                                                                                        | 56    |       |
| 29. August | Carl Wilhelm Correns                      | deutscher Mineraloge und Geochemiker                                                                            | 87    |       |
| 29. August | Louis Darquier de Pellepoix               | französischer Journalist, militanter Antisemit und rechtsextremer Politiker                                     | 82    |       |
| 29. August | Anthony Giordano                          | US-amerikanischer Mafioso                                                                                       | 65    |       |
| 29. August | Elsa Hentschke                            | deutsche Politikerin (SED)                                                                                      | 82    |       |
| 29. August | Harald Laeuen                             | deutscher Journalist und Autor                                                                                  | 78    |       |
| 30. August | Big Brown                                 | US-amerikanischer (Straßen-)Poet, Performer und Musiker                                                         | 59    |       |
| 30. August | Wanda Capodaglio                          | italienische Schauspielerin                                                                                     | 91    |       |
| 30. August | Ward Howell                               | US-amerikanischer Unternehmensberater                                                                           | 70    |       |
| 30. August | Dagmar Imgart                             | schwedisch-deutsche Agentin der Gestapo                                                                         | 84    |       |
| 30. August | Henri Lapierre                            | französischer Automobilrennfahrer                                                                               | 82    |       |
| 30. August | Josef Menschik                            | österreichischer Filmschauspieler, Schauspieler und Operettenbuffo                                              | 78    |       |
| 30. August | Bernardo Santareno                        | portugiesischer Dramatiker, Übersetzer, Lyriker und Psychiater                                                  | 55    |       |
| 31. August | Tom Godwin                                | US-amerikanischer Science-Fiction-Autor                                                                         | 65    |       |
| 31. August | Georg Mayr                                | deutscher Kommunalpolitiker (SPD)                                                                               | 67    |       |
| 31. August | Arthur Sard                               | US-amerikanischer Mathematiker                                                                                  | 71    |       |
| August     | Wilhelm E. Liefland                       | deutscher Lyriker und Jazzkritiker                                                                              |       |       |
| August     | Rolf Soltau                               | deutscher Politiker (SPD)                                                                                       | 63    |       |

## September
| Tag           | Name                                             | Beruf, bekannt als                                                                                         | Alter | Beleg |
| ------------- | ------------------------------------------------ | --- | ----- | ----- |
| 1. September  | Quirin Amian                                     | deutscher Zahnarzt                                                                                         | 67    |       |
| 1. September  | Joseph E. Casey                                  | US-amerikanischer Politiker                                                                                | 81    |       |
| 1. September  | Fritz Kiehn                                      | deutscher Unternehmer und Politiker (NSDAP), MdR                                                           | 94    |       |
| 1. September  | Paul Seeger                                      | deutscher Politiker, MdL                                                                                   | 78    |       |
| 2. September  | Walter Hanke                                     | deutscher Fußballspieler                                                                                   | 70    |       |
| 2. September  | Nina Kandinsky                                   | russisch-deutsch-französische Frau von Wassily Kandinsky                                                   |       |       |
| 2. September  | Claude Ménard                                    | französischer Hochspringer                                                                                 | 73    |       |
| 2. September  | Ewald Schmidt di Simoni                          | deutscher Verleger, Journalist und Autor                                                                   | 82    |       |
| 2. September  | Otto Schottenheim                                | deutscher Politiker (NSDAP), Bürgermeister von Regensburg                                                  | 89    |       |
| 2. September  | Carl Springer                                    | US-amerikanischer Eisschnellläufer                                                                         | 69    |       |
| 2. September  | Josef Wendl                                      | deutscher Fußballspieler                                                                                   | 73    |       |
| 3. September  | Russell Brock                                    | britischer Chirurg und Politiker                                                                           | 76    |       |
| 3. September  | James A. Byrne                                   | US-amerikanischer Politiker                                                                                | 74    |       |
| 3. September  | Rudolf Marchner                                  | österreichischer Beamter und Politiker, Abgeordneter zum Nationalrat                                       | 87    |       |
| 3. September  | Heinz Morgenstern                                | deutscher Jurist und Politiker (SPD), MdL, MdB                                                             | 63    |       |
| 3. September  | Barbara O’Neil                                   | US-amerikanische Schauspielerin                                                                            | 70    |       |
| 3. September  | Dirch Passer                                     | dänischer Schauspieler und Komiker                                                                         | 54    |       |
| 3. September  | Fabian von Schlabrendorff                        | deutscher Offizier und Widerstandskämpfer gegen Hitler                                                     | 73    |       |
| 3. September  | Dietrich Frauboes                                | deutscher Schauspieler und Synchronsprecher                                                                | 61    |       |
| 4. September  | Wolfgang Gentner                                 | deutscher Physiker                                                                                         | 74    |       |
| 4. September  | Walter Kaufmann                                  | deutsch-amerikanischer Philosoph                                                                           | 59    |       |
| 4. September  | Pablo Moreno                                     | uruguayisch-argentinischer Tangosänger                                                                     | 56    |       |
| 4. September  | Georg Traar                                      | österreichischer Pfarrer                                                                                   | 81    |       |
| 4. September  | Ladislav Zívr                                    | tschechischer Bildhauer                                                                                    | 71    |       |
| 5. September  | Barbara Loden                                    | US-amerikanische Schauspielerin                                                                            | 48    |       |
| 5. September  | Fulvio Suvich                                    | italienischer Politiker, Mitglied der Camera dei deputati und Diplomat                                     | 93    |       |
| 5. September  | Stephan Wellenhofer                              | deutscher katholischer Geistlicher                                                                         | 85    |       |
| 6. September  | Joe Bradford                                     | englischer Fußballtorhüter                                                                                 | 79    |       |
| 6. September  | Helmut Rauschenbusch                             | deutscher Bankier und Verleger                                                                             | 86    |       |
| 6. September  | Fred Stauffer                                    | Schweizer Maler, Zeichner und Grafiker                                                                     | 88    |       |
| 7. September  | Ernst Cramer                                     | Schweizer Gärtner und Landschaftsarchitekt                                                                 | 81    |       |
| 7. September  | Arvella Gray                                     | US-amerikanischer Bluesmusiker                                                                             | 74    |       |
| 7. September  | Alois Jirovetz                                   | österreichischer Politiker, Landtagsabgeordneter                                                           | 77    |       |
| 7. September  | Reginald Manningham-Buller, 1. Viscount Dilhorne | britischer Politiker (Conservative Party), Mitglied des House of Commons und Jurist                        | 75    |       |
| 7. September  | José Ortiz Echagüe                               | spanischer Ingenieur, Pilot und Fotograf                                                                   | 94    |       |
| 7. September  | Bobby Todd                                       | deutscher Schauspieler und Kabarettist                                                                     | 76    |       |
| 7. September  | Walter Volland                                   | deutscher Bildhauer und Kunstpädagoge                                                                      | 82    |       |
| 8. September  | Wilhelm Andersen                                 | deutscher Theologe und Professor                                                                           | 69    |       |
| 8. September  | Hermann Claudius                                 | deutscher Lyriker und Erzähler                                                                             | 101   |       |
| 8. September  | Josef Fehlig                                     | deutscher Kirchenarchitekt                                                                                 | 71    |       |
| 8. September  | Maurice Genevoix                                 | französischer Schriftsteller                                                                               | 89    |       |
| 8. September  | Willard Libby                                    | US-amerikanischer Chemiker und Physiker                                                                    | 71    |       |
| 8. September  | Max Morgenthaler                                 | Schweizer Lebensmittelchemiker                                                                             | 79    |       |
| 8. September  | Karl Heinz Ruppel                                | deutscher Literaturkritiker und Theaterleiter                                                              | 80    |       |
| 8. September  | Alfred Erich Sistig                              | deutscher Dramaturg, Theaterregisseur und Theaterintendant                                                 | 70    |       |
| 9. September  | William M. Colmer                                | US-amerikanischer Politiker und Abgeordneter                                                               | 90    |       |
| 9. September  | José de Anchieta Fontana                         | brasilianischer Fußballspieler                                                                             | 39    |       |
| 9. September  | John Howard Griffin                              | US-amerikanischer Autor                                                                                    | 60    |       |
| 9. September  | Heinrich Hockermann                              | deutscher Politiker (NSDAP), MdR                                                                           | 79    |       |
| 9. September  | Aleksander Jabłoński                             | polnischer Physiker und Hochschullehrer                                                                    | 82    |       |
| 10. September | William Dunkel                                   | Schweizer Architekt und Maler                                                                              | 87    |       |
| 10. September | Georg Oskar Harnapp                              | deutscher Kinderarzt und Chemiker                                                                          | 77    |       |
| 10. September | Friedrich Hoßbach                                | deutscher Offizier und General der Infanterie im Zweiten Weltkrieg                                         | 85    |       |
| 10. September | Robert Minder                                    | französischer Germanist                                                                                    | 78    |       |
| 10. September | Petre Rădulescu                                  | rumänischer Fußballspieler                                                                                 | 65    |       |
| 10. September | Ernst Rothenbacher                               | deutscher Politiker und Landrat des Landkreises Sigmaringen                                                | 73    |       |
| 10. September | Hannes Torpo                                     | finnischer Leichtathlet                                                                                    | 79    |       |
| 10. September | Joseph Wagenbach                                 | deutscher Politiker, MdL                                                                                   | 80    |       |
| 10. September | Konrad Zweig                                     | österreichisch-britischer Wirtschaftswissenschaftler                                                       | 75    |       |
| 11. September | Victor Bryan Acers                               | US-amerikanischer Sänger, Kirchenmusiker und Musikpädagoge                                                 | 83    |       |
| 11. September | Willy R. Kuschinski                              | niederdeutscher Hörspielautor, Heimatdichter und Schriftsteller                                            | 72    |       |
| 11. September | Christian Mergenthaler                           | deutscher Politiker (NSDAP), MdR, Ministerpräsident von Württemberg                                        | 95    |       |
| 11. September | Carl Nathan                                      | deutsch-schweizerischer Bankdirektor und Uhrensammler                                                      | 89    |       |
| 11. September | Ernst Staehelin                                  | Schweizer Kirchenhistoriker                                                                                | 90    |       |
| 11. September | August Steppat                                   | deutscher Kommunalpolitiker, Ehrenbürger der Stadt Laatzen                                                 | 78    |       |
| 12. September | Magdalena Aebi                                   | Schweizer Philosophin                                                                                      | 82    |       |
| 12. September | János Balogh                                     | ungarischer Fernschachspieler                                                                              | 88    |       |
| 12. September | André Chéron                                     | französischer Endspieltheoretiker im Schach                                                                | 84    |       |
| 12. September | Hans Trier Hansen                                | dänischer Turner                                                                                           | 87    |       |
| 12. September | André Jeanneret                                  | Schweizer Ethnologe                                                                                        |       |       |
| 12. September | Rudolf Oeschey                                   | deutscher Jurist und Nationalsozialist                                                                     | 77    |       |
| 12. September | Lillian Randolph                                 | US-amerikanische Sängerin und Schauspielerin afroamerikanischer Herkunft                                   | 81    |       |
| 12. September | Palle Reenberg                                   | dänischer Schauspieler                                                                                     | 77    |       |
| 13. September | José María Gil-Robles y Quiñones                 | spanischer Rechtsanwalt und Politiker                                                                      | 81    |       |
| 13. September | Robert Keldorfer                                 | österreichischer Komponist, Pianist und Musikdirektor                                                      | 79    |       |
| 13. September | Lillian Molieri Bermúdez                         | nicaraguanische Schauspielerin                                                                             | 55    |       |
| 13. September | Joseph Suder                                     | deutscher Komponist und Dirigent                                                                           | 87    |       |
| 13. September | Melitta Wiedemann                                | deutsche Journalistin und Publizistin                                                                      | 80    |       |
| 14. September | Gérald Fauteux                                   | kanadischer Richter, Vorsitzender des Obersten Gerichtshofes                                               | 79    |       |
| 14. September | Albert Günther                                   | deutscher Politiker                                                                                        | 76    |       |
| 14. September | Paul Herrmann                                    | deutscher Offizier, zuletzt Generalmajor der Bundeswehr                                                    | 82    |       |
| 14. September | Gerhard Latzel                                   | deutscher Schachkomponist                                                                                  | 68    |       |
| 14. September | Hans-Heinrich Plickat                            | deutscher Erziehungswissenschaftler                                                                        | 57    |       |
| 15. September | Bill Evans                                       | amerikanischer Jazz-Pianist, Komponist und Bandleader                                                      | 51    |       |
| 15. September | Juha Mannerkorpi                                 | finnischer Dramatiker und Romancier                                                                        | 65    |       |
| 15. September | Walter Maschke                                   | deutscher Gewerkschafter, Widerstandskämpfer, KZ-Häftling und Politiker, MdV                               | 88    |       |
| 15. September | Hans Heinrich Meinke                             | deutscher Elektrotechniker                                                                                 | 69    |       |
| 15. September | Sidsel Paaske                                    | norwegische bildende Künstlerin, Schmuckdesignerin, Poetin und Performance-Künstlerin                      | 43    |       |
| 15. September | Hans Herbert Schweitzer                          | deutscher Grafiker, im Dritten Reich Reichsbeauftragter für Künstlerische Formgebung                       | 79    |       |
| 15. September | Emil Woermann                                    | deutscher Agrarökonom                                                                                      | 80    |       |
| 16. September | Julio Franco Arango                              | kolumbianischer römisch-katholischer Geistlicher                                                           | 66    |       |
| 16. September | Eberhard Bonitz                                  | deutscher Kirchenmusiker, Orgelsachverständiger und Komponist                                              | 59    |       |
| 16. September | Walter Breker                                    | deutscher Gebrauchsgrafiker                                                                                | 76    |       |
| 16. September | Fritz Dähn                                       | deutscher Maler, Politiker (SED), MdV und Hochschullehrer                                                  | 72    |       |
| 16. September | Paul John Geoffrey Keating                       | irischer Diplomat                                                                                          | 56    |       |
| 16. September | Valentin Kuhbandner                              | deutscher Politiker (SPD)                                                                                  | 59    |       |
| 16. September | Kaspar Muther                                    | Schweizer Volksmusiker                                                                                     | 70    |       |
| 16. September | Jean Piaget                                      | Schweizer Entwicklungspsychologe                                                                           | 84    |       |
| 16. September | Josef Wolfgang Steinbeißer                       | deutscher Schlossermeister, Schauspieler und Bühnenautor                                                   | 86    |       |
| 17. September | Lew Wladimirowitsch Ginsburg                     | russischer Germanist, Schriftsteller und Übersetzer                                                        |       |       |
| 17. September | Albrecht Kippenberger                            | deutscher Kunsthistoriker                                                                                  | 89    |       |
| 17. September | Emilio Petiva                                    | italienischer Radrennfahrer                                                                                | 90    |       |
| 17. September | Carl Rieder                                      | österreichischer Künstler                                                                                  | 81    |       |
| 17. September | Christiane Schröder                              | deutsche Schauspielerin                                                                                    | 38    |       |
| 17. September | Anastasio Somoza Debayle                         | nicaraguanischer Präsident (1967–1972 und 1974–1979)                                                       | 54    |       |
| 17. September | Bianca Stagno Bellincioni                        | italienische Sängerin und Schauspielerin                                                                   | 92    |       |
| 18. September | Friedrich Birzer                                 | deutscher Geologe                                                                                          | 71    |       |
| 18. September | Jan van Geen                                     | niederländischer Fußballspieler                                                                            | 57    |       |
| 18. September | Werner Hempel                                    | deutscher Bildhauer und Restaurator                                                                        | 75    |       |
| 18. September | Jo Herbst                                        | deutscher Schauspieler und Kabarettist                                                                     | 52    |       |
| 18. September | Rudolf Krüger                                    | deutscher Architekt                                                                                        | 82    |       |
| 18. September | Karl Männer                                      | deutscher Heimatpfleger                                                                                    | 69    |       |
| 18. September | Kurt Mendelssohn                                 | deutsch-britischer Physiker                                                                                | 74    |       |
| 18. September | Katherine Anne Porter                            | US-amerikanische Journalistin und Schriftstellerin                                                         | 90    |       |
| 18. September | Dick Stabile                                     | US-amerikanischer Jazzmusiker und Bandleader                                                               | 71    |       |
| 18. September | Rose Valland                                     | französische Kunsthistorikerin und Widerstandskämpferin                                                    | 81    |       |
| 19. September | Karl-Hans Giese                                  | deutscher Offizier, Generalmajor (Heer der Wehrmacht), Direktor der Nordamerikavertretung von Daimler-Benz | 75    |       |
| 19. September | Hubert Harbauer                                  | deutscher Kinder- und Jugendpsychiater und Hochschullehrer                                                 | 60    |       |
| 19. September | Sol Lesser                                       | US-amerikanischer Filmproduzent und Filmregisseur                                                          | 90    |       |
| 19. September | Erich Müller-Kamp                                | deutscher Schriftsteller, Übersetzer und Verlagslektor                                                     | 82    |       |
| 19. September | Erik Ohlsson                                     | schwedischer Sportschütze                                                                                  | 95    |       |
| 19. September | Alfred Rittmann                                  | Schweizer Vulkanologe                                                                                      | 87    |       |
| 19. September | Martial Valin                                    | französischer Luftwaffengeneral                                                                            | 82    |       |
| 20. September | Josias Braun-Blanquet                            | Schweizer Botaniker                                                                                        | 96    |       |
| 20. September | Clifford Bricker                                 | kanadischer Langstreckenläufer                                                                             | 76    |       |
| 20. September | Josefina Carabias                                | spanische Juristin, Schriftstellerin, Journalistin, Korrespondentin und Hörfunksprecherin                  | 72    |       |
| 20. September | Rudolf Fink                                      | deutscher Fußballspieler                                                                                   | 67    |       |
| 20. September | Hans Gilgen                                      | Schweizer Radrennfahrer                                                                                    | 74    |       |
| 20. September | Fritz Schalk                                     | österreichischer Romanist                                                                                  | 78    |       |
| 20. September | Marius François Valkhoff                         | niederländischer Romanist und Kreolist, der längere Zeit in Südafrika wirkte                               | 75    |       |
| 21. September | Waldir Azevedo                                   | brasilianischer Komponist und Cavaquinhospieler                                                            | 57    |       |
| 21. September | Werner Bracht                                    | deutscher Jurist, Ministerialbeamter und SS-Gruppenführer                                                  | 92    |       |
| 21. September | Carlos Garcés                                    | mexikanischer Fußballspieler                                                                               | 79    |       |
| 21. September | Walter Hagen                                     | deutscher Maler, Grafiker und Restaurator                                                                  | 52    |       |
| 21. September | Robert Kean                                      | US-amerikanischer Politiker                                                                                | 86    |       |
| 21. September | Ernest White                                     | kanadischer Organist und Orgelbauer, Chorleiter und Musikpädagoge                                          | 79    |       |
| 22. September | Eberhard von Breitenbuch                         | deutscher Dipl.-Forstingenieur und Oberforstmeister                                                        | 70    |       |
| 22. September | Jimmy Bryant                                     | US-amerikanischer Gitarrist                                                                                | 55    |       |
| 22. September | Peter Fuchs                                      | britischer Skirennläufer                                                                                   |       |       |
| 22. September | Thomas B. Fugate                                 | US-amerikanischer Politiker                                                                                | 81    |       |
| 22. September | Kawakami Tetsutarō                               | japanischer Schriftsteller                                                                                 | 78    |       |
| 22. September | Kurt Müller-Osten                                | deutscher evangelischer Theologe                                                                           | 74    |       |
| 22. September | Susanna Rademacher                               | deutsche literarische Übersetzerin                                                                         | 80    |       |
| 23. September | Jacobus Johannes Fouché                          | südafrikanischer Politiker, Präsident Südafrikas (1968–1975)                                               | 82    |       |
| 23. September | Jiří Hrzán                                       | tschechoslowakischer Schauspieler                                                                          | 41    |       |
| 23. September | Houston Stackhouse                               | US-amerikanischer Bluesmusiker                                                                             | 69    |       |
| 23. September | Ernst Unbehauen                                  | deutscher Maler und Volksschullehrer                                                                       | 81    |       |
| 24. September | Chester O. Carrier                               | US-amerikanischer Politiker                                                                                | 83    |       |
| 24. September | Theodor Luts                                     | estnischer Filmregisseur und Produzent                                                                     | 84    |       |
| 25. September | Richard Reeve Baxter                             | amerikanischer Jurist und Richter am Internationalen Gerichtshof                                           | 59    |       |
| 25. September | John Bonham                                      | britischer Schlagzeuger                                                                                    | 32    |       |
| 25. September | Charles H. Elston                                | US-amerikanischer Politiker (Republikanische Partei)                                                       | 89    |       |
| 25. September | Horst Gall                                       | deutscher Paläontologe                                                                                     | 42    |       |
| 25. September | Lewis Milestone                                  | US-amerikanischer Filmregisseur, Drehbuchautor und Filmproduzent                                           | 84    |       |
| 25. September | Marie Under                                      | estnische Lyrikerin                                                                                        | 97    |       |
| 26. September | Gabriele Deutsch                                 | Mordopfer                                                                                                  | 17    |       |
| 26. September | Robert Gmeinwieser                               | Mordopfer                                                                                                  | 17    |       |
| 26. September | Curt Großpietsch                                 | deutscher Maler und Grafiker                                                                               | 87    |       |
| 26. September | Pat Hare                                         | US-amerikanischer Blues- und Rockabilly-Gitarrist und Sänger                                               | 49    |       |
| 26. September | Axel Hirsch                                      | Mordopfer                                                                                                  | 23    |       |
| 26. September | Markus Hölzl                                     | Mordopfer                                                                                                  | 44    |       |
| 26. September | Gerda Holzmacher                                 | deutsche Politikerin (KPD/SED)                                                                             | 65    |       |
| 26. September | Gundolf Köhler                                   | deutscher Neonazi und Attentäter                                                                           | 21    |       |
| 26. September | Paul Lux                                         | Mordopfer                                                                                                  | 52    |       |
| 26. September | Ignaz Platzer                                    | Mordopfer                                                                                                  | 6     |       |
| 26. September | Ilona Platzer                                    | Mordopfer                                                                                                  | 8     |       |
| 26. September | Franz Schiele                                    | Mordopfer                                                                                                  | 33    |       |
| 26. September | Angela Schüttrigkeit                             | Mordopfer                                                                                                  | 39    |       |
| 26. September | Errol Vere-Hodge                                 | Mordopfer                                                                                                  | 25    |       |
| 26. September | Ernst Vestner                                    | Mordopfer                                                                                                  | 30    |       |
| 26. September | Alfred Vollmar                                   | deutscher Maler, Zeichner und Graphiker                                                                    | 87    |       |
| 26. September | Beate Werner                                     | Mordopfer                                                                                                  | 11    |       |
| 27. September | Werner J. Cahnman                                | deutscher, dann US-amerikanischer Soziologe                                                                | 77    |       |
| 27. September | Hans Czettel                                     | österreichischer Politiker, Landtagsabgeordneter, Abgeordneter zum Nationalrat                             | 57    |       |
| 27. September | Jacques Favart                                   | französischer Eiskunstläufer und Sportfunktionär                                                           | 60    |       |
| 27. September | Pepe Guízar                                      | mexikanischer Komponist                                                                                    | 74    |       |
| 27. September | Peter Nober                                      | deutscher Jesuit, Bibliothekar und Bibliograf                                                              | 68    |       |
| 27. September | Dietrich von Saucken                             | deutscher General der Panzertruppe im Zweiten Weltkrieg                                                    | 88    |       |
| 28. September | Anton Burghardt                                  | österreichischer Soziologe                                                                                 | 70    |       |
| 29. September | Alan Cuthbert Maxwell Burns                      | britischer Kolonialgouverneur                                                                              | 92    |       |
| 29. September | Charlotte Holzer                                 | deutsch-jüdische Widerstandskämpferin gegen den Nationalsozialismus, Krankenschwester                      | 70    |       |
| 29. September | Bindo Maserati                                   | italienischer Ingenieur, Unternehmer und Automobilrennfahrer                                               | 97    |       |
| 29. September | Gerald Vincent McDevitt                          | US-amerikanischer Geistlicher, Weihbischof in Philadelphia                                                 | 63    |       |
| 29. September | Verdun-Louis Saulnier                            | französischer Romanist, Literaturwissenschaftler und Renaissancespezialist                                 | 63    |       |
| 30. September | Vojtěch Cach                                     | tschechischer Autor                                                                                        | 66    |       |
| 30. September | Daniel Joseph MacDonald                          | kanadischer Politiker                                                                                      | 62    |       |
| September     | Robert Thum                                      | österreichischer Tischtennisspieler                                                                        |       |       |
| September     | Kostja Zetkin                                    | deutscher Politiker und Arzt                                                                               | 95    |       |